# Contrat individuel
Le contrat individuel est un contrat qui n'engage que les parties qui y ont participé tel que par exemple la vente ou la location d'un bien meuble. Il existe également dans le domaine de l'assurance complémentaire où il s'oppose au contrat collectif.

## Définition
Dans le domaine de l'assurance, le contrat individuel se présente comme accord passé entre deux intervenants, généralement l’assureur et le souscripteur, aucun intermédiaire n’entrant en jeu. C'est le type de contrat le plus courant.